# Wolfgang Hahn (Moderator)

Wolfgang Hahn (2010)

Wolfgang Hahn (* 4. August 1948 in Maschen, Niedersachsen) ist ein deutscher Journalist. Er war Moderator und Sprecher beim NDR in Hamburg. 

## Leben
Nach dem humanistischen Abitur am Friedrich-Ebert-Gymnasium in Hamburg-Heimfeld lernte Wolfgang Hahn sein journalistisches Handwerk an der Deutschen Journalistenschule in München. Im Rahmen der Ausbildung volontierte Hahn in der Filmredaktion der Tagesschau und beim Jugendfunk des Bayerischen Rundfunks (BR). Nach Abschluss der Ausbildung arbeitete Wolfgang Hahn ein Jahr als Redakteur in der Rechercheabteilung des stern. Parallel nahm er auf Empfehlung des damaligen Tagesschau-Chefsprechers Karl-Heinz Köpcke Sprechunterricht.
Ab Dezember 1970 las er als Freier Mitarbeiter Nachrichten im NDR 2-Hörfunkprogramm. Zusätzlich arbeitete er als Fernsehreporter für das NDR-Fernsehen (Nordschau-Freitagsmagazin). Von 1971 bis zu seiner Festanstellung beim NDR-Hörfunk im Jahr 1973 war Hahn auch als Off-Sprecher der Tagesschau zu hören.
1973 engagierte ihn das ZDF als Reporter und Moderator für eine sechsteilige Musiksendung aus der Hamburger Fabrik (Lieder mit anderen Worten), in der damals junge Liedermacher wie Konstantin Wecker, André Heller und Georg Danzer vorgestellt wurden. Von 1971 bis 1995 arbeitete Hahn als Moderator bei NDR 2 für Sendungen wie NDR 2 am Vormittag, Espresso, Traumhaft und die von ihm entwickelte Kontaktsendung Der heiße Draht. Seine letzte Sendung auf NDR 2 moderierte er an Heiligabend 1995. Anschließend moderierte er mittags bei NDR 4 bis der Sender zum kompletten Nachrichtenkanal umgebaut wurde, zum heutigen NDR Info. 
1975 wurde er von Programmdirektor Wolfgang Jäger zeitweise suspendiert, nachdem ein CDU-Bundestagsabgeordneter sich über Erich-Kästner-Zitate von Hahn beschwert hatte.
Zwischendurch gab es immer wieder Aufgaben als Fernsehmoderator zum Beispiel Bei uns nebenan (Bastelsendung NDR), Typisch! Typisch? (zehnteilige Nachmittags-Talkreihe rund um Vorurteile | ARD), Schöne Aussichten – ARD-Talk am Nachmittag, Der heiße Draht – Kontaktecke in DAS! (NDR) und von 1977 bis 1981 war Hahn einer der Präsentatoren des NDR-Fernsehprogramms.
Wolfgang Hahn vertrat in den 1980er-Jahren auch Wolf-Dieter Strubel als Moderator der Internationalen Hitparade von NDR 2 wenn dieser verhindert war. Diese lief samstags von 18 bis 20 Uhr. 

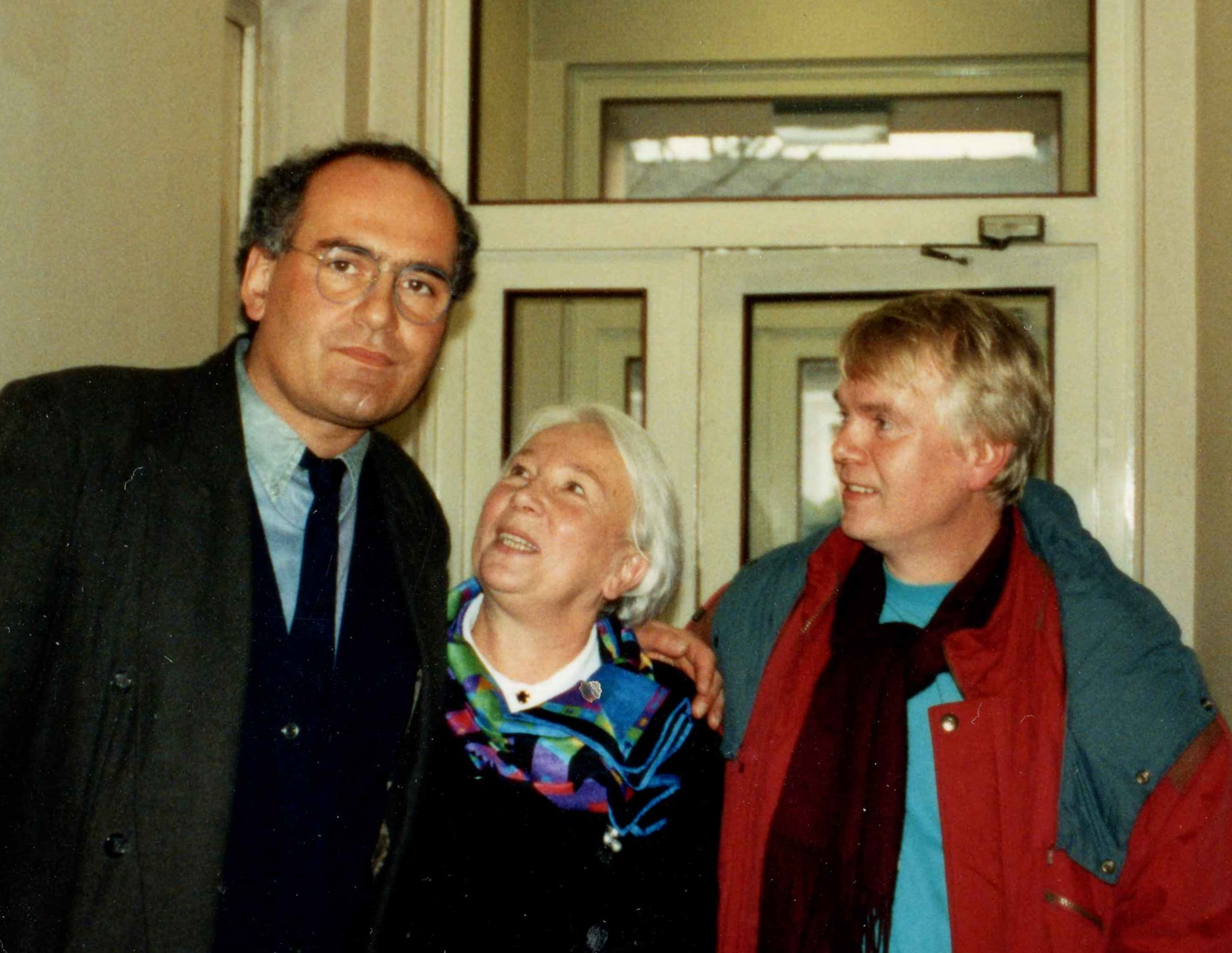
Wolfgang Hahn (links) mit NDR-Kollegen um 1990

In dieser Zeit studierte Wolfgang Hahn nebenbei in seiner Freizeit Psychologie und Sozialpädagogik an der Universität Hamburg. Nach dem Vordiplom brach er das Studium ab und arbeitete viele Jahre als ehrenamtlicher Berater unter anderem im Magnus-Hirschfeld-Zentrum in Hamburg.
Von 1989 bis 1993 war Wolfgang Hahn Stellvertreter von Lutz Ackermann als NDR 2 Musikchef. 1995 wurde Hahn Musikchef von NDR 4 (heute: NDR Info).
1998 wechselte Wolfgang Hahn zum NDR-Fernsehen, wo er zunächst Redaktionsleiter von Herman und Tietjen wurde und im selben Jahr Musikchef der Aktuellen Schaubude. Ende 2001 wurde Hahn Redakteur in der Auslandsredaktion des NDR-Fernsehens, wo er bis zu seiner Pensionierung 2008 arbeitete. Von 2005 bis 2008 moderierte er zusätzlich die wöchentliche Musiksendung Golden Memories im NDR 90,3 Hörfunkprogramm. 2008 trat er in den Ruhestand.
Wolfgang Hahn lebt in Hamburg-Lokstedt.